# Arkelse Oorlogen
De Arkelse Oorlogen vonden plaats tussen 1401 en 1412.
Het conflict tussen de Heren van Arkel en de graven van Holland begon toen Jan V van Arkel niet meer deel wilde nemen aan de acties tegen de Friezen en opstandelingen in het noorden van Holland. Jan was echter een leenman van Holland, maar had de afgelopen jaren veel expansie en rijkdom vergaard waardoor hij machtig was geworden. Mogelijk dacht hij dat hij de middelen had om van het Land van Arkel een eigen graafschap te maken. Daarbij kwamen nog de Hoekse en Kabeljauwse twisten, waarin Jan de zijde koos van de Kabeljauwen, terwijl graaf Willem VI van Holland de kant van de Hoeken koos. Een tweestrijd was geboren.

## Begin van de oorlog

### Slagen bij Oudewater en Noordeloos
De strijd tussen de heren van Arkel en de graven van Holland begon toen Jan van Arkel in 1401 de stad Oudewater aanviel. De belegering van deze stad mislukte, waarna Jan het kasteel van Giessenburg in brand stak. Hiermee haalde hij zijn eerste gram op het graafschap Holland. Albrecht van Beieren, de feitelijke machthebber van Holland, was op dat moment ziek. Zijn zoon, Willem VI van Holland, nam daarop het heft in eigen handen en leidde een plundertocht tegen de gehuchten Hoornaar en Meerkerk. Jan reageerde daarop met een flankaanval, waardoor Willem VI en zijn leger zich moesten terugtrekken naar Holland. Dit werd ook wel de Slag bij Noordeloos genoemd . 
Na deze Slag bij Noordeloos trad Willem VI in overleg met zijn herstellende vader Albrecht. Zij concludeerden dat bondgenoten noodzakelijk waren om de heren van Arkel te bestrijden. Albrecht stuurde brieven naar het Bisdom Utrecht en de steden Dordrecht, Gouda en Oudewater voor een verbond. Allen zegden toe, daarin gevoed door de mening dat Jan van Arkel een te hoge tol had doorgevoerd op de Lek. Ook het Hertogdom Gelre en het graafschap Kleef hadden steun toegezegd. Willem VI vertrok daarop naar Henegouwen om een honderdtal mannen te rekruteren. 

### Beleg van Gorinchem
Het geheel van deze legers kwam in juni 1402 bijeen om de stad Gorinchem te belegeren. Dit beleg werd onbeslist beëindigd in september. Jan van Arkel zou trouw aan Albrecht hebben gezworen, maar hij behield wel zijn grondgebied. Dit stemde Willem VI niet tevreden. De bondgenoten namen hier echter genoegen mee, omdat de tol op de rivier de Lek opgeheven werd. Hiermee kwam een voorlopig einde aan de oorlog.  In 1404 overleed graaf Albrecht waarna Willem VI het graafschap Holland van zijn vader erfde. Willem VI was ambitieus in zijn expansie-drift. De strijd met de heren van Arkel laaide hierdoor snel weer op.

## Tussenkomst Utrecht en Gelre

### Verwoesting Hagestein en Everstein
Dit gebeurde ook in april 1405, toen er een twist gaande was nabij Haastrecht. De bisschop van Utrecht, Frederik van Blankenheim, was woedend over Jans handelwijze en sloot wederom een verbond met Holland. Met de legers van Holland en het Sticht Utrecht onder leiding van Willem VI van Holland werd het Land van Arkel binnengetrokken en geplunderd. De twee belangrijkste vestigingsplaatsen, Hagestein in het westen en Everstein in het oosten, werden binnen een jaar platgebrand en verwoest; daarbij werden de kastelen tot de grond toe afgebroken. Jan van Arkel raakte zijn greep op het noordwesten kwijt en zijn handelsroutes werden belemmerd, waaronder de Lek.

### Blokkade van Gorinchem
In 1406 zegde de stad Gorinchem het vertrouwen in Jan van Arkel op, mede door de plundertochten van Holland op het platteland, waardoor er een voedselschaarste ontstond. De zoon van Jan, Willem van Arkel, werd door de adel binnen de stad naar voren geschoven als opvolger, maar al gauw bleek hij maar een speelbal te zijn voor de adel en werd hij weerhouden van de absolute macht. Willem verzoende zich dan ook weer snel met zijn vader Jan. Het bestuur van de stad Gorinchem besloot daarop een brief te schrijven aan Willem van Holland voor een overdracht in vrede en de stad onder Hollandse bestuur te laten vallen. Voordat Willem naar Gorinchem kon komen, belegerden de Van Arkels hun eigen stad. Uiteindelijk kregen ze weer toegang tot de stad in 1407 doordat de bevolking in hongersnood verkeerde. Nadat de heren van Arkel Gorinchem hadden heroverd, gingen de Hollandse plundertochten op Arkels grondgebied gewoon door.

### Arkels-Gelders bondgenootschap
Jan van Arkel kon steeds moeilijker vat krijgen op de situatie. Hij weigerde echter om in te binden en om genade te vragen aan Willem van Holland. Jan van Arkel zocht naar een oplossing en richtte zich tot Reinoud IV van Gulik, hertog van Gelre. Deze stond sceptisch tegenover de Arkelse Oorlogen, al had hij wel meegedaan aan het beleg van Gorinchem in 1402. Jan bood zijn dochter Maria van Arkel aan als bruid, zij trouwde met Reinouds neef en erfgenaam Jan II van Egmond. Jan wilde ook leenman worden van de Gelderse hertog in plaats van de Hollandse graaf, in ruil voor politieke en militaire steun. Reinoud accepteerde dit plan in 1409.
Willem van Holland vernam van dit nieuwe verbond en verklaarde nu ook de oorlog aan Gelre. Deze confrontaties werden voornamelijk uitgevochten op Arkels grondgebied en duurden twee jaar lang. In 1411 wilden beide partijen tot een oplossing komen en er werd vrede gesloten tussen Gelre en Holland, waarbij het Land van Arkel werd teruggegeven aan Holland voor een fors geldbedrag. Jan van Arkel, op dat moment compleet berooid, kon het landgoed Ooyen verkrijgen van Reinoud, maar nam daar geen genoegen mee. Met een klein legertje ging hij de confrontatie aan met een Hollands leger, maar dit bleek te sterk en Jan moest vluchten. Nabij Vuren werd hij gevangengenomen. Hij bracht de rest van zijn leven door in de gevangenis van Gouda.

## Tijdlijn van de Arkelse oorlog

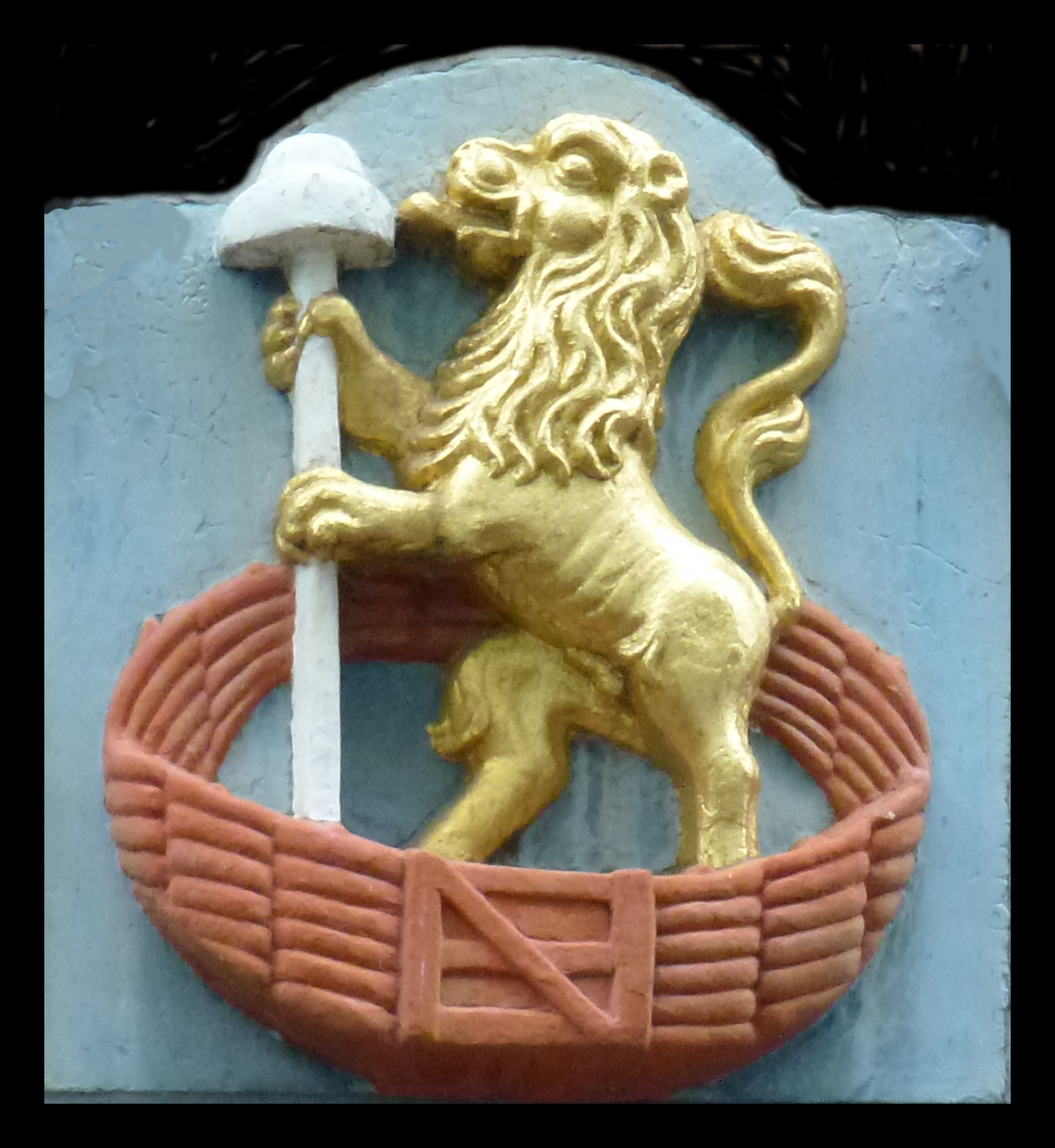
Verovering van Kasteel Hagestein

- 1401: Conflict tussen het graafschap Holland en Van Arkel begint, Oudewater wordt belegerd en Giessenburg wordt platgebrand door Jan van Arkel, Willem van Holland plundert landerijen in Arkel en de Slag bij Noordeloos vindt plaats.
- 1402: Het beleg van Gorinchem vindt plaats, tussen juni en september.
- 1403: Er zijn wat kleine plunderingen in het gebied, maar voor de rest heerst er rust.
- 1404: Graaf Aalbrecht overlijdt, er heerst opnieuw een conflict nabij Haastrecht en de oorlog is opnieuw een feit.
- 1405: De bolwerken Hagestein en Everstein worden ingenomen en platgebrand.
- 1406: Willem van Arkel neemt het bestuur van Gorinchem over maar wordt bedrogen en verzoent zich met zijn vader. De stad sluit de Van Arkels uit, waardoor ze hun eigen stad moeten belegeren.
- 1407: er wordt een verbond aangegaan door Van Arkel met Reinoud IV van Gulik
- 1408: Op 23 september 1408 verschijnt Reinoud IV van Gelre met een "grootleger" voor Gorinchem en daagt Willem VI van Holland uit tot een veldslag, deze slaat de uitnodiging af en Reinoud keert weer terug naar Gelre[4]
- 1409: Het Hertogdom neemt nu ook echt het bestuur over Arkel over en een tweejarige oorlog met Holland is een feit.
- 1410: Op het grondgebied van het Land van Arkel vinden de meeste ontmoetingen plaats tussen de legers van Holland en Gelre
- 1411: Reinoud IV biedt Jan van Arkel het heerlijkheid Ooyen aan.
- 1412: De vrede tussen het Graafschap Holland en Gelre wordt getekend en verstuurd, daardoor komt het bestaansrecht van het Land van Arkel tot een einde.

## Nasleep
Nadat Willem van Holland de stad Gorinchem in handen had gekregen, liet hij de burcht afbreken, en werd er een nieuw kasteel gebouwd in het zuiden bij de rivier de Merwede.
In 1417 wist Willem van Arkel met een Brabants leger de stad Gorinchem te belegeren en zelfs binnen te dringen, maar in de straten binnen de stadsmuren werd hij omgebracht door een pijlschot in de borst.